# ميخائيل جنكينز (معلق رياضي)
ميخائيل جنكينز (بالإنجليزية: Michael Jenkins)‏ هو معلق رياضي أمريكي، ولد في 7 ديسمبر 1973 في أرلينغتون في الولايات المتحدة.